# Siemiatycze
Siemiatyczeⓘ é um município no nordeste da Polônia. Pertence à voivodia da Podláquia, no condado de Siemiatycze. É a sede da comuna rural de Siemiatycze. Está situado no planalto de Drohiczyn, no rio Kamianka.
Estende-se por uma área de 36,3 km², com 13 340 habitantes, segundo o censo de 31 de dezembro de 2024, com uma densidade populacional de 368 hab./km².
Nos anos 1975–1998, a cidade pertencia administrativamente à voivodia de Białystok.

## História

### História até 1795

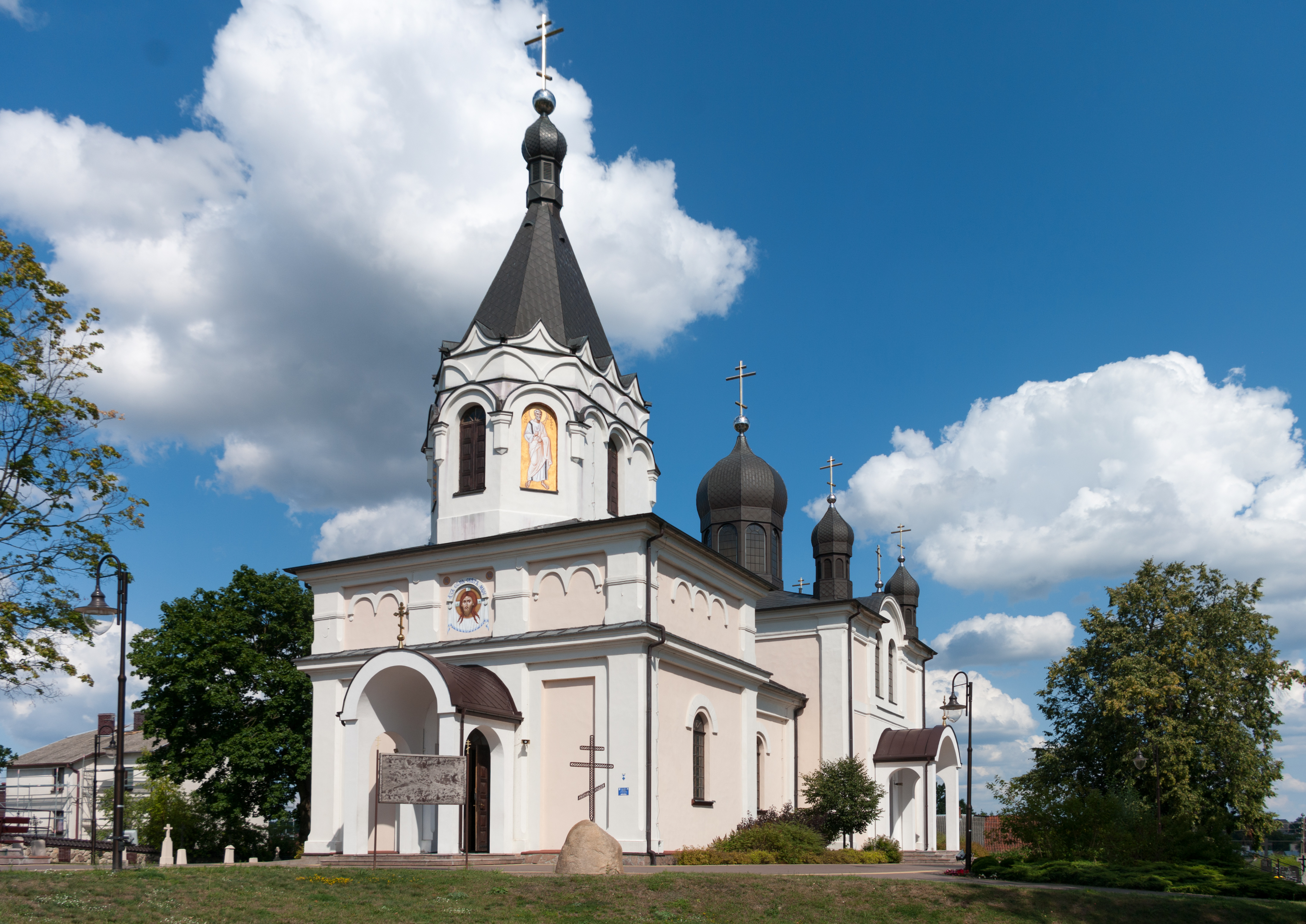
Igreja ortodoxa dos Santos Pedro e Paulo em Siemiatycze

A história da cidade remonta a meados do século XV, quando foram distinguidas as primeiras propriedades de Siemiatycze. A povoação senhorial original existente nos anos 1443–1542, com a igreja de Santíssima Trindade, São Pedro e São Paulo e Santa Parasqueva estava situada em uma colina acima do rio Mukhavets (agora a igreja ortodoxa de tijolos dos Santos Pedro e Paulo, construída em 1866, fica no antigo local). Na margem oposta do Muchawiec, por volta de meados do século XV, começou a estabelecer-se uma nova povoação, de carácter nacional e religioso, diferente da igreja, para a qual Michał Kmita Sudymontowicz fundou uma igreja em 1456. Assim, logo no início da cidade, pode-se observar um fenômeno bastante típico da Podláquia da formação de dois aglomerados de assentamento, porém, constituindo uma cidade, com uma composição religiosa, jurídica e étnica separada da sociedade. Em 1527, a propriedade Siemiatycze abrangia 7 aldeias. A cidade privada tinha Lei de Magdeburgo em 1542. Em janeiro de 1542, Sigismundo II Augusto emitiu um documento permitindo que Siemiatycze usasse a Lei de Magdeburgo (direitos municipais). Stanisław Tęczyński usou esse direito, que em 2 de abril de 1542 apresentou às autoridades da cidade e ordenou o trabalho na organização da cidade e sua colonização. Inicialmente, Siemiatycze pertencia à terra de Mielnik, em 1546 foram incorporados à terra de Drohicka, que fazia parte da voivodia da Podláquia. Em 1580, havia 26 casas de comércio, 186 casas de moradia, 32 casas de campo e 40 casas com propriedades residenciais em Siemiatycze. Um total de 282 casas eram habitadas por 1 900 pessoas. Naquela época, Siemiatycze era uma das cidades de tamanho médio na voivodia da Podláquia. Os primórdios do assentamento judaico em Siemiatycze remontam a 1582. Krzysztof Radziwiłł obteve bens da família Tęczyński e fundou uma igreja calvinista aqui em 1588. Em 1599, Siemiatycze fez parte do dote de Elżbieta Radziwiłłówna, que se casou com Lew Sapieha, que ordenou a demolição da igreja.

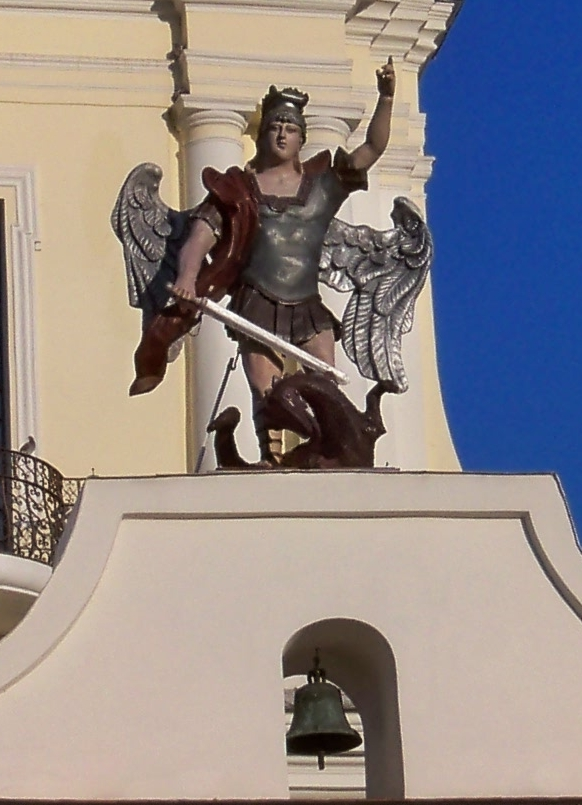
Imagem de São Miguel Arcanjo no portão da igreja da Assunção da Bem-Aventurada Virgem Maria

Nos anos 1655–1660, o desenvolvimento da cidade foi prejudicado pela invasão sueca. Quase 30% da comunidade pereceu. A destruição de Mielnik e Drohiczyn pelos suecos aumentou a importância de Siemiatycze. Em 1673, Siemiatycze era propriedade do voivoda de Vilnius, Anna Barbara Sapieżyna. No final do século XVII, Gedalia de Siemiatycze viveu na cidade, considerada a precursora do sionismo. Nos anos de 1710–1711, a Grande Peste, ou outra forma de peste (epidemia de peste), dizimou a população, e os sobreviventes se refugiaram na igreja próxima em Grabarka. Em 1722, a Congregação da Missão assumiu a gestão da paróquia católica da Assunção da Bem-Aventurada Virgem Maria. Os missionários fundaram e cuidaram da escola e de um abrigo para idosos e deficientes, eles também realizaram trabalhos de caridade. Um portão com uma estátua de São Miguel Arcanjo foi erguido em frente à igreja.
Em 1758, um incêndio destruiu parte da praça do mercado do lado da igreja. A partir de 1758, Siemiatycze tornou-se propriedade da Duquesa Anna Jabłonowska, nascida Sapieha. A cidade foi ampliada. No mesmo ano, um grande incêndio destruiu a maioria dos edifícios, incluindo a igreja. Em 1772, por ordem da duquesa, a antiga Prefeitura de madeira foi demolida e no seu lugar foi erguido um novo edifício de alvenaria. A prefeitura tinha quatro alas e um pátio interno retangular com um edifício em pequena escala no centro. No edifício havia um lugar para barracas. Em 1775, o número de casas em Siemiatycze era de 285; nesse período, Siemiatycze era a quinta cidade em população de toda a região da Podláquia depois de Międzyrzec, Węgrów, Tykocin e Ciechanowiec.

### Anos 1775–1918

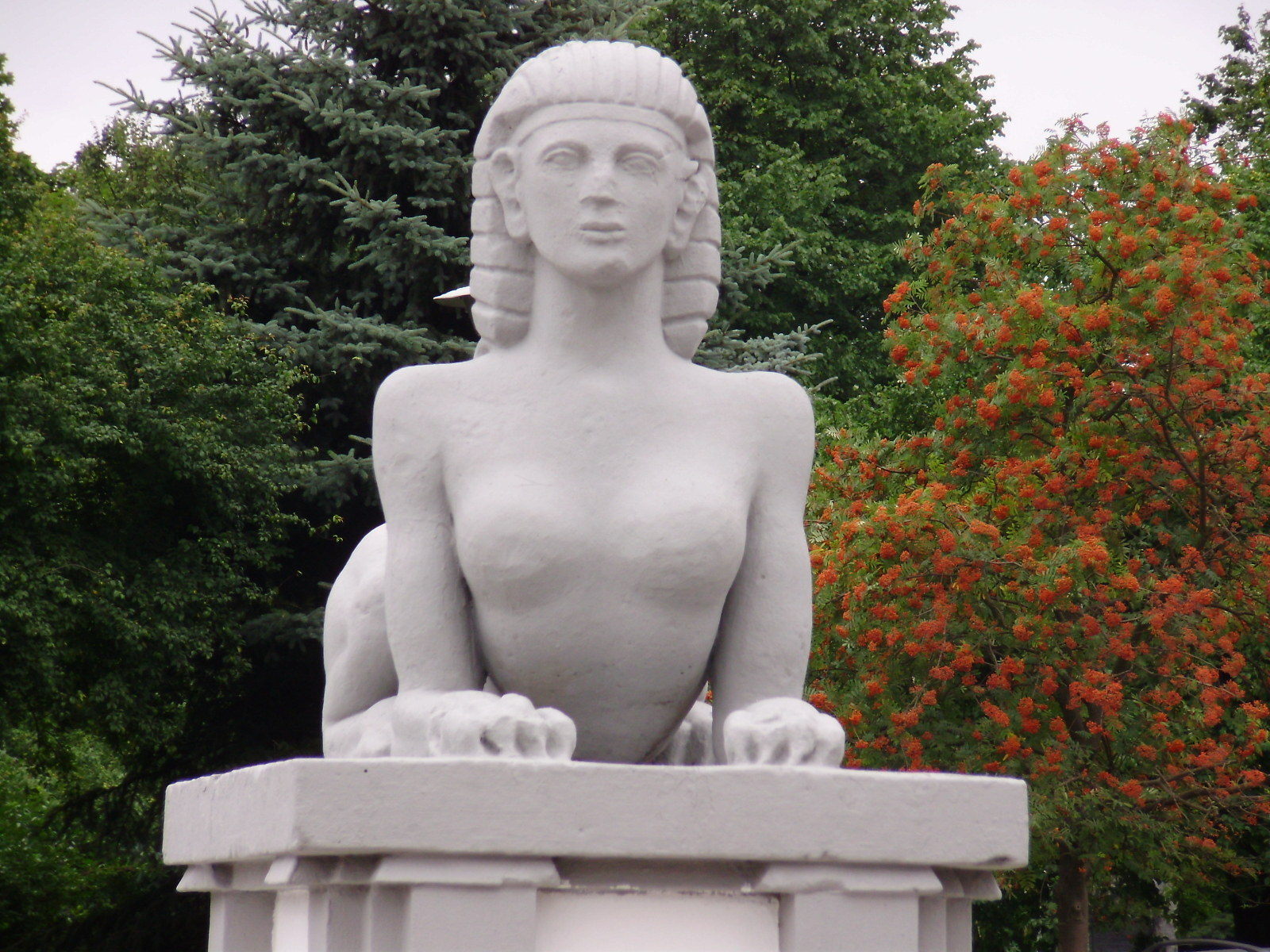
Estátua de uma esfinge no antigo portão de entrada do palácio da duquesa Anna Jabłonowska

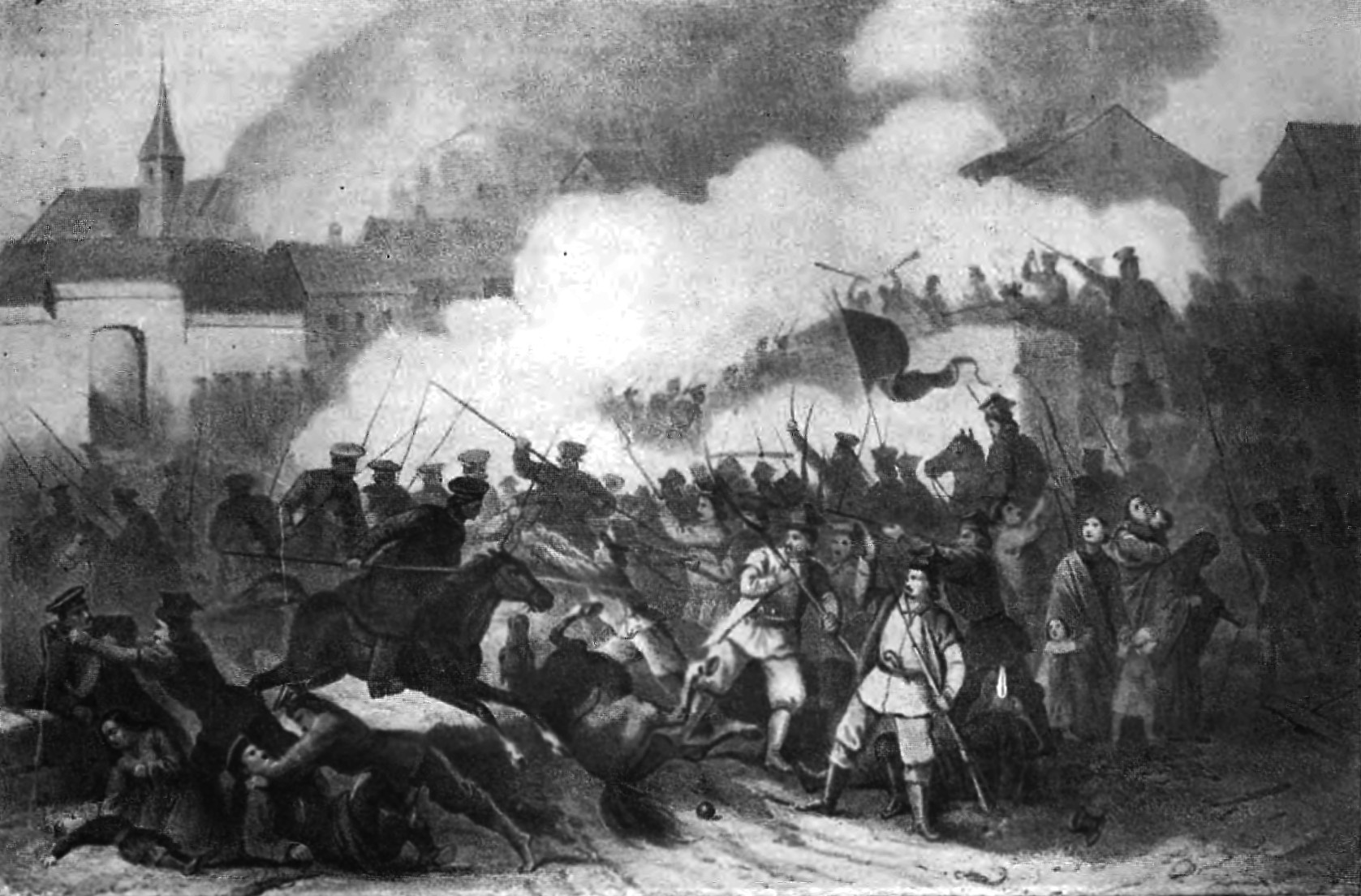
Batalha de Siemiatycze, 1863

Em 1777, a construção do palácio da duquesa Anna Jabłonowska foi iniciada em Siemiatycze. Um Gabinete de História Natural foi instalado no palácio, onde foram apresentadas as coleções zoológicas e botânicas coletadas por Jabłonowska, obras de arte de medalhas, achados arqueológicos, livros, gravuras em cobre e outros. Essas coleções foram vistas, entre outros, pelo rei Estanislau II Augusto, pelo Grão-Duque Paulo Romanov, dignitários e pessoas da ciência: Stanisław Staszic, Hugo Kołłątaj. Também é provável ser o ano em que as estátuas da Esfinge foram colocadas nos pedestais do sarcófago do portão do palácio, que agora pode ser vista após a reconstrução. Em 1789, o rei Stanisław August Poniatowski, a pedido da proprietária, concordou com a quarta feira de quatro semanas na cidade, que caiu na festa de Santa Ana em 26 de julho.
Após a Terceira Partição da Polônia em 1795, Siemiatycze ficou sob o domínio prussiano. O período 1797–1801 é o período da construção da sinagoga judaica, incendiada durante a Segunda Guerra Mundial. Após a morte de Anna Jabłonowska em 1800, suas coleções do palácio foram vendidas em 1802 por Stanisław Sołtyk ao czar Alexandre I por 50 mil ducados e enviados para Moscou.
Em 7 de julho de 1807, sob os Tratados de Tilsit, Siemiatycze e os territórios vizinhos foram incorporados ao Império Russo. Em 1825, 1 945 pessoas viviam em Siemiatycze. Havia 20 edifícios de tijolos, 330 edifícios de madeira, 2 fábricas, 10 lojas, 40 tabernas, uma casa de banhos e dois parques municipais na cidade. Em 1861, a comuna de Siemiatycze compreendia 25 vilas e aldeias.
6-7 de fevereiro de 1863 é a data da Batalha de Siemiatycze, travada entre as unidades insurgentes comandadas por Lewandowski, Cichorski e Rogiński e o exército russo liderado pelo general Maniukin. A batalha ocorreu no cemitério local e em seus arredores (atualmente entre as ruas Ciechanowiecka e Powstania styczniowego). Como resultado da grande vantagem de fogo dos russos e do comando ineficaz das tropas insurgentes, a batalha terminou em derrota. Após sua vitória, os russos retaliaram e saquearam a cidade e a incendiaram. O palácio de Anna Jabłonowska foi completamente destruído e não foi reconstruído depois.
29 de abril de 1865 — foi consagrada a pedra fundamental para a construção de uma igreja ortodoxa de tijolos em uma colina próxima a um prédio de madeira danificado. A construção foi concluída em 1866. Em 2 de novembro, a nova igreja foi consagrada sob a invocação de São Pedro e Santa Paraskieva. Em 1897, a sociedade de Siemiatycze era composta por: 75% judeus, 15% católicos, quase 10% cristãos ortodoxos e alguns protestantes. Em 1900, um viveiro neobarroco (Casa Talmúdica) foi construído perto da sinagoga. Após a guerra, este edifício albergou, entre outros, uma creche estadual, depois por muito tempo foi sede da Biblioteca Pública Municipal Anna Jabłonowska, atualmente existe uma Escola Vocacional Básica. No edifício do quartel foi organizada uma igreja e uma escola paroquial de uma classe, posteriormente transformada em uma escola de duas classes.

### Segunda República

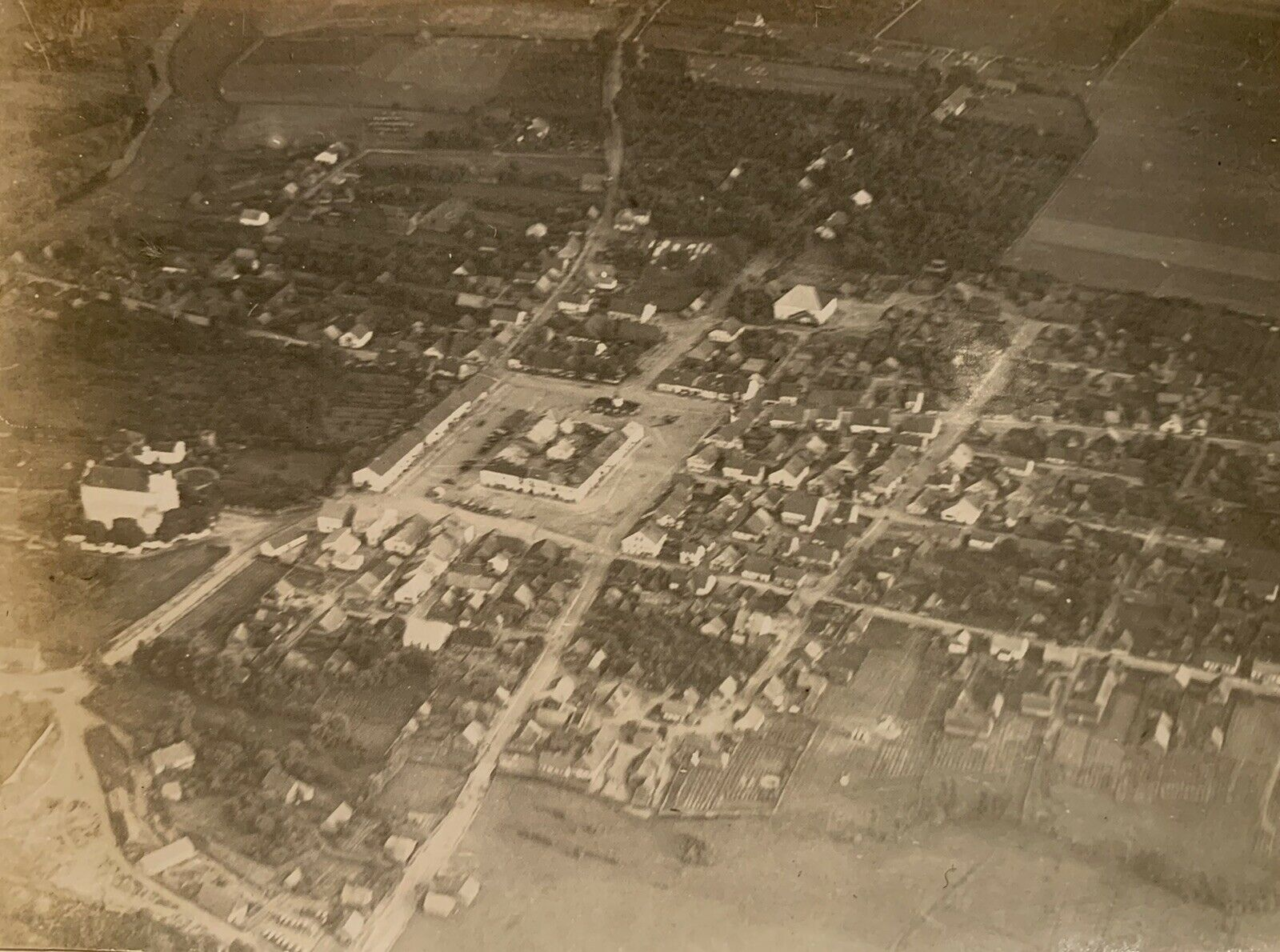
Siemiatycze durante a Primeira Guerra Mundial

Em 1921 Siemiatycze tinha 5 694 habitantes (6 816 habitantes em 1931). A composição aproximada da sociedade era a seguinte: 65% judeus, 25,7% católicos, 9% cristãos ortodoxos. 33% dos habitantes se consideravam poloneses, cerca de 61% se declaravam judeus e cerca de 5% de nacionalidade bielorrussa. Aproximadamente 26% dos poloneses, 65% dos judeus e 8% dos bielorrussos viviam na cidade. A comuna de Siemiatycze era habitada por 10 676 pessoas, 54% ortodoxas, 45% católicas, metade da população polonesa e a outra metade bielorrussa. Em 3 de maio de 1921, foi inaugurado o monumento não mais existente a Tadeusz Kościuszko, que mais tarde foi demolido pelos alemães durante a Segunda Guerra Mundial.

### Segunda Guerra Mundial
Em 11 de setembro de 1939, tropas alemãs entram em Siemiatycze e ocupam a cidade. De 17 a 20 de setembro de 1939, a cidade e seus arredores foram abandonados pelos alemães, dando lugar às tropas invasoras soviéticas. Durante a ocupação e retirada, os alemães realizaram atos de violência e aterrorizaram a população local. Em 7 de novembro de 1940, as autoridades soviéticas ergueram um monumento a Lenin em Siemiatycze para celebrar a incorporação da cidade ao território da República Socialista Soviética da Bielorrússia. O monumento foi destruído pelos alemães em 5 de julho de 1941. De 29 de agosto até o final de julho de 1941, revoltas antijudaicas eclodiram na cidade. Durante os confrontos com as tropas soviéticas e a ocupação, em 1941, ocorreram vários assassinatos da população civil, e aldeias próximas foram pacificadas e incendiadas. Os alemães muitas vezes realizaram retaliações contra a população polonesa pelas perdas sofridas como resultado dos combates, não poupando idosos e crianças. Ocorrendo a destruição final da prefeitura de Siemiatycze, um dos edifícios mais impressionantes desse tipo na região. A prefeitura não foi reconstruída, e suas ruínas, após cheias de terra, se transformaram em uma praça no meio da praça do mercado.
Em agosto, os ocupantes criaram um gueto em Siemiatycze (na praça das ruas Górna, Wysoka, Koszarowa e Słowiczyńska) principalmente para a população judaica de Siemiatycze e seus arredores. 4,2 mil pessoas foram reunidas no gueto, eles eram moradores de Siemiatycze e das aldeias vizinhas. De 2 a 9 de setembro de 1942, ocorreu a primeira deportação do gueto. De 8 a 10 de novembro de 1942, os judeus foram deportados do gueto e seus moradores foram enviados principalmente para o campo de extermínio de Treblinka II (a cerca de 90 km de Siemiatycze), onde foram assassinados com 750 mil judeus e outros prisioneiros. Os judeus que escaparam do gueto formaram uma unidade armada sob o comando de Herszel Szebes, que operava nas florestas próximas a Siemiatycze.
Siemiatycze foi capturada em 22 de julho de 1944 pelas tropas soviéticas do 65.º Exército. Em 6 de abril de 1945, houve um ataque armado à casa de Judy Blumberg na rua Berka Joselewicz, onde viviam 28 judeus. O ataque foi interrompido apenas pelo retorno à cidade das unidades militares alertadas.
Durante a guerra, a cidade perdeu 60% de seus prédios residenciais e aproximadamente 50% dos prédios públicos, fábricas e uma usina elétrica foram destruídas (também propositalmente). Logo após a invasão soviética, a população da cidade foi estimada em 3 mil habitantes (40% da população em 1939 — 7 850). Após o retorno de alguns dos habitantes, em 1946 a população de Siemiatycze era de 4 106 pessoas, 52% da população em 1939. A população judaica, constituindo 60% dos habitantes de Siemiatycze antes da guerra, foi quase completamente exterminada.

### República Popular da Polônia

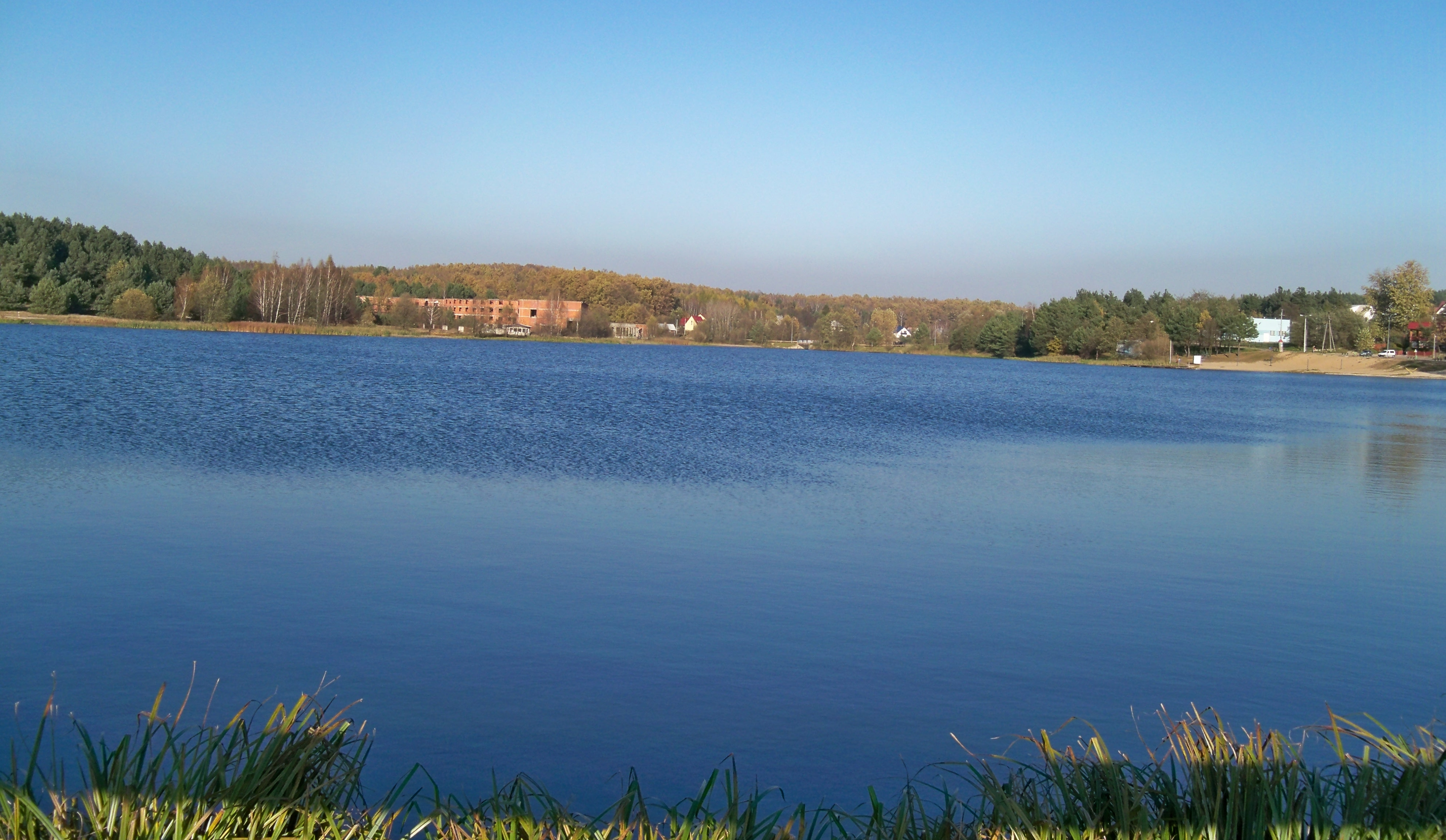
Reservatório em Siemiatycze

Em 1952, um novo condado com a sede em Siemiatycze foi separado da parte sul do condado de Bielsk. Siemiatycze permaneceu uma cidade distrital até 1975. Em 1 de maio de 1973, um incêndio irrompeu na igreja em Siemiatycze. O edifício não ficou completamente destruído, mas o incêndio causou perdas significativas de equipamentos e ícones. Em 12 de julho, a igreja renovada foi consagrada pelo metropolita de Varsóvia, Bazyli. Em 1975, o primeiro reservatório de Siemiatycze foi colocado em uso. Atualmente existem 3 reservatórios.

### Após 1989
Em 1990, foi publicado o primeiro número da Głos Siemiatycze, uma revista regional, originalmente em preto e branco, e desde abril de 2000 é publicada semanalmente em gráficos coloridos. Em 14 de outubro de 1998, a cidade foi visitada pelo patriarca ortodoxo de Constantinopla, Bartolomeu I, que, auxiliado pelo metropolita Savas, fez o ato solene de lançar a pedra fundamental na fundação já preparada da nova igreja da Ressurreição do Senhor. Em 18 de agosto de 2010, o patriarca ecumênico visitou novamente Siemiatycze e fez a dedicação total da igreja recém-construída. Não foi o único alto dignitário ortodoxo que visitou Siemiatycze. Em 18 de agosto de 2001, o patriarca de Alexandria e toda a África, Pedro VII, veio à cidade. Como resultado da reforma administrativa em 1999, o condado de Siemiatycze é reativado, incluindo as comunas de: Drohiczyn, Dziadkowice, Grodzisk, Mielnik, Milejczyce, Nurzec-Stacja, Perlejewo, Siemiatycze. O condado faz parte da voivodia da Podláquia, com capital em Białystok.
Segundo dados de 2002, a área da cidade era de 36,3 km². Siemiatycze tinha uma área de 36,25 km², incluindo 61% de terras agrícolas e 23% de terras florestais.
Em 1 de janeiro de 2011, a área da cidade era de 36,25 km².

## Monumentos históricos
preservado:
- Igreja ortodoxa dos Santos Apóstolos Pedro e Paulo de 1866 (paróquia)
- Complexo pós-missionário
  - Igreja paroquial da Assunção da Bem-Aventurada Virgem Maria, fundada em 1456 na rua Michael, construída em sua atual forma barroca tardia de 1719 a 1727 segundo o projeto de Karol Antoni Bay. A fachada foi redesenhada em 1729 e 1732. Os elementos renascentistas mais antigos também estão preservados.
  - Mosteiro dos missionários — construído no atual formato barroco tardio de 1719 a 1727, segundo o projeto da Karol Antoni Bay. Depois de 1914, o pavilhão incendiado do nordeste foi demolido.
  - Muro barroco tardio e campanário de 1725–1727.
  - Imagem de São João Nepomuceno do século XVIII.
  - Hospital de 1726 construído por Wincenty Rachetti. Destruído para remodelação em 1850.
- Antiga sinagoga de 1797 construída segundo o projeto de 1777 de Szymon Bogumił Zug no estilo classicista. Reconstruída em 1964.
- Um viveiro de 1900 na rua Pałacowa 10 no estilo neobarroco e modernista.
- Capela do cemitério evangélico-Augsburg de meados do século XIX, originalmente a capela funerária da família Fanshawe.
- Capela do cemitério de Santa Ana de 1826–1827.
- Laranjal de 1860.
- Casas classicistas na rua Pałacowa (números 14, 19, 25, 28).
- Estátuas da esfinge no antigo portão de entrada do palácio da duquesa Anna Jabłonowska.
- Cemitério (multidenominacional) fundado em 1805.[22]
- Capela de pilar à beira do caminho a leste da cidade de meados do século XIX
- Cemitério de guerra da Primeira Guerra Mundial.
- Ruínas do complexo da fábrica de azulejos do final do século XIX.

não preservado:
- Prefeitura na Praça do Mercado construída após 1772 segundo o projeto de Szymon Bogumił Zug e destruída em 1941 pelos alemães
- Campanário sul do século XVIII junto ao complexo missionário, demolido pelos alemães durante a Segunda Guerra Mundial.
- Palácio da duquesa Anna Jabłonowska construído após 1777 segundo o projeto de Szymon Bogumił Zug. Foi incendiado durante a Revolta de Janeiro em 1863.

Monumentos selecionados da cidade
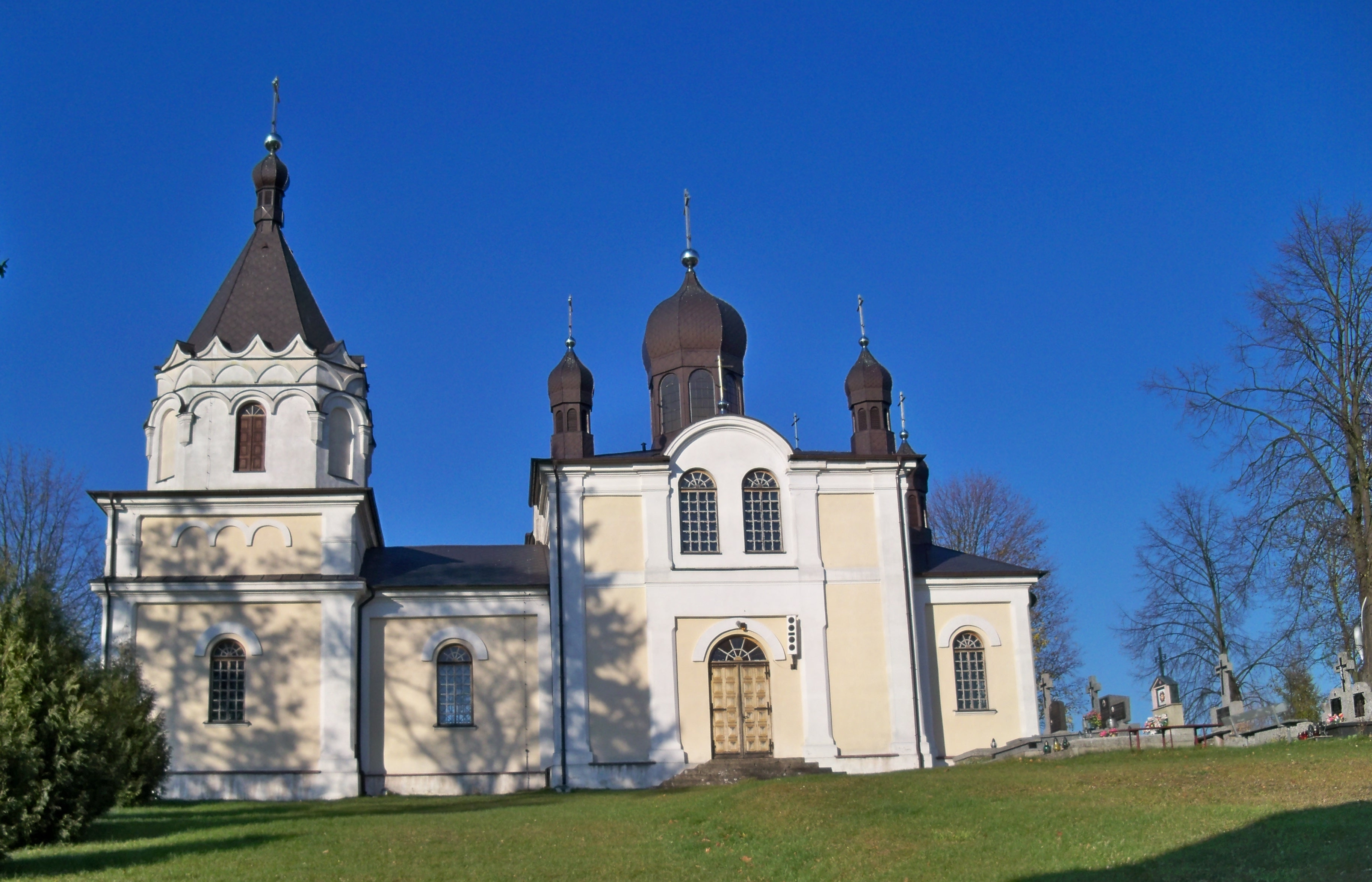
Igreja ortodoxa de São Pedro e São Paulo
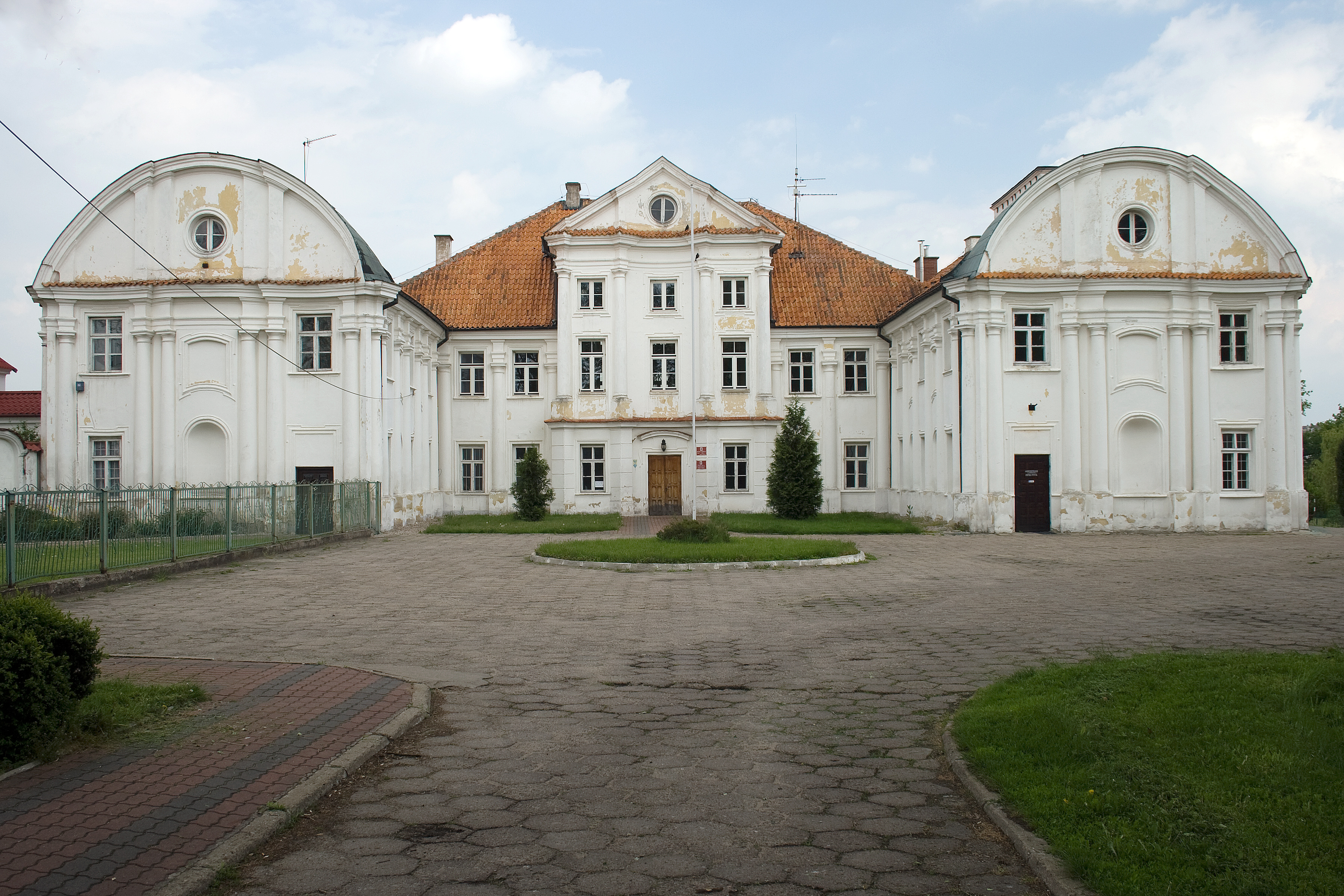
Mosteiro dos Missionários
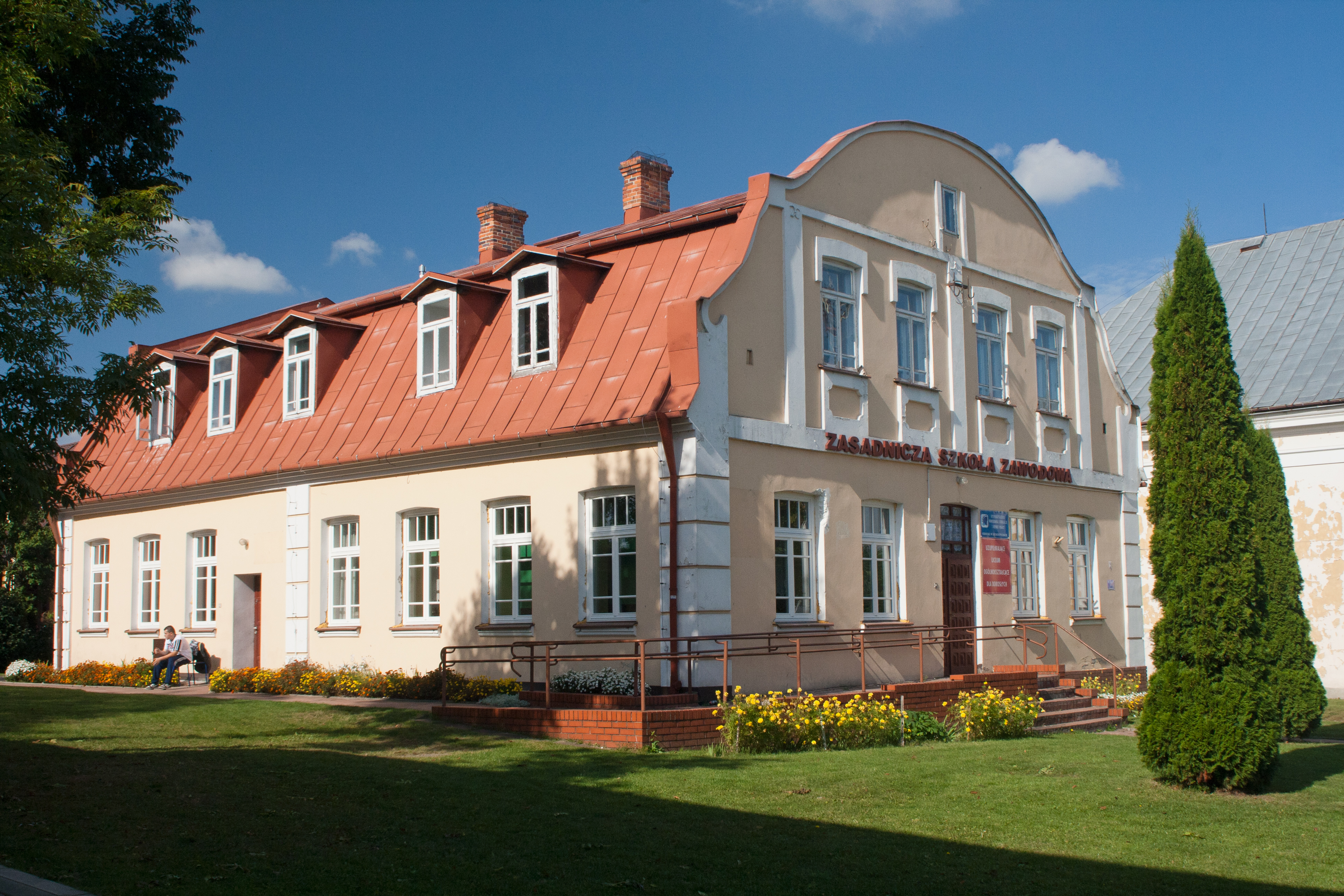
Casa talmúdica, atual Escola profissionalizante Básica
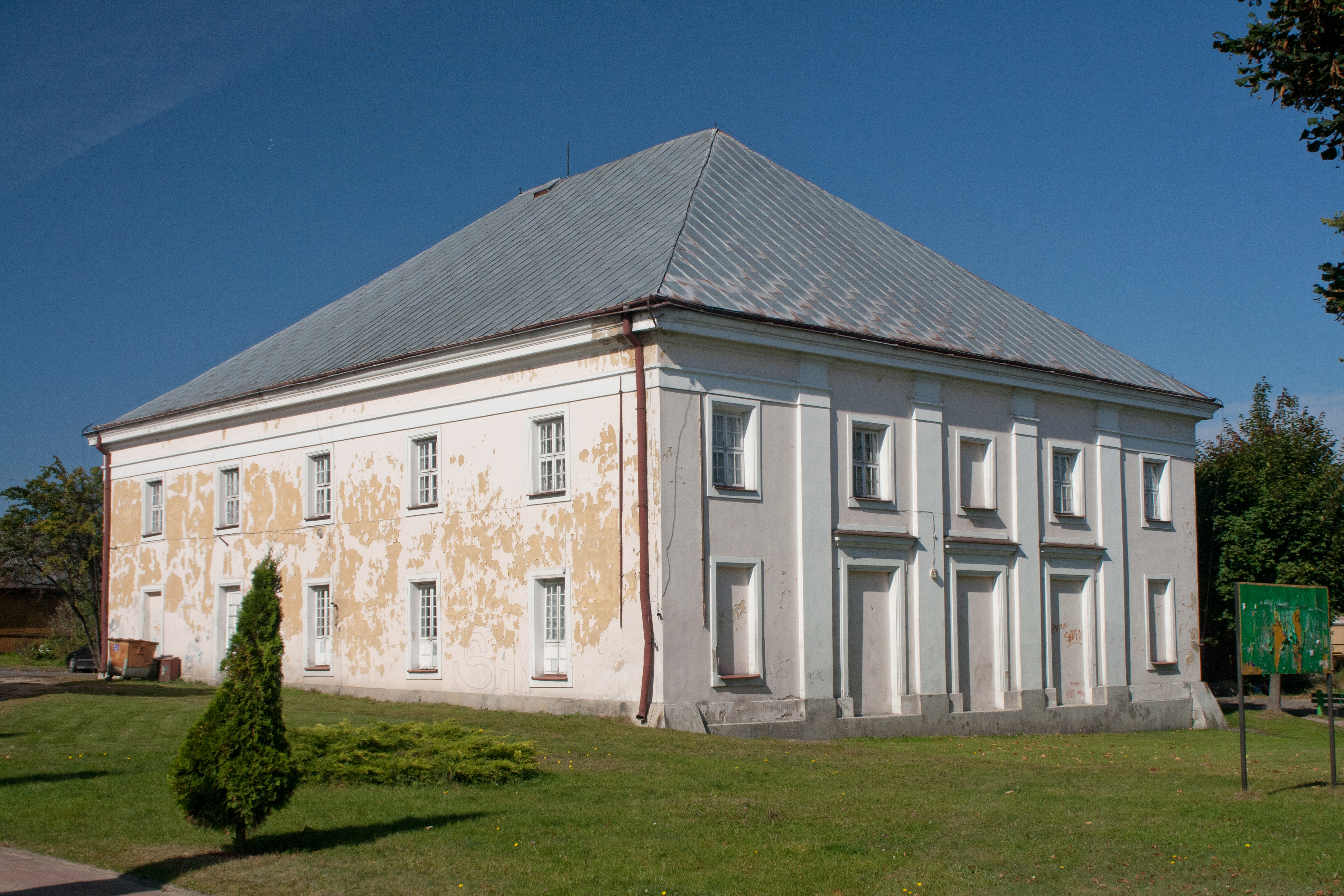
Sinagoga, atualmente Casa da Cultura
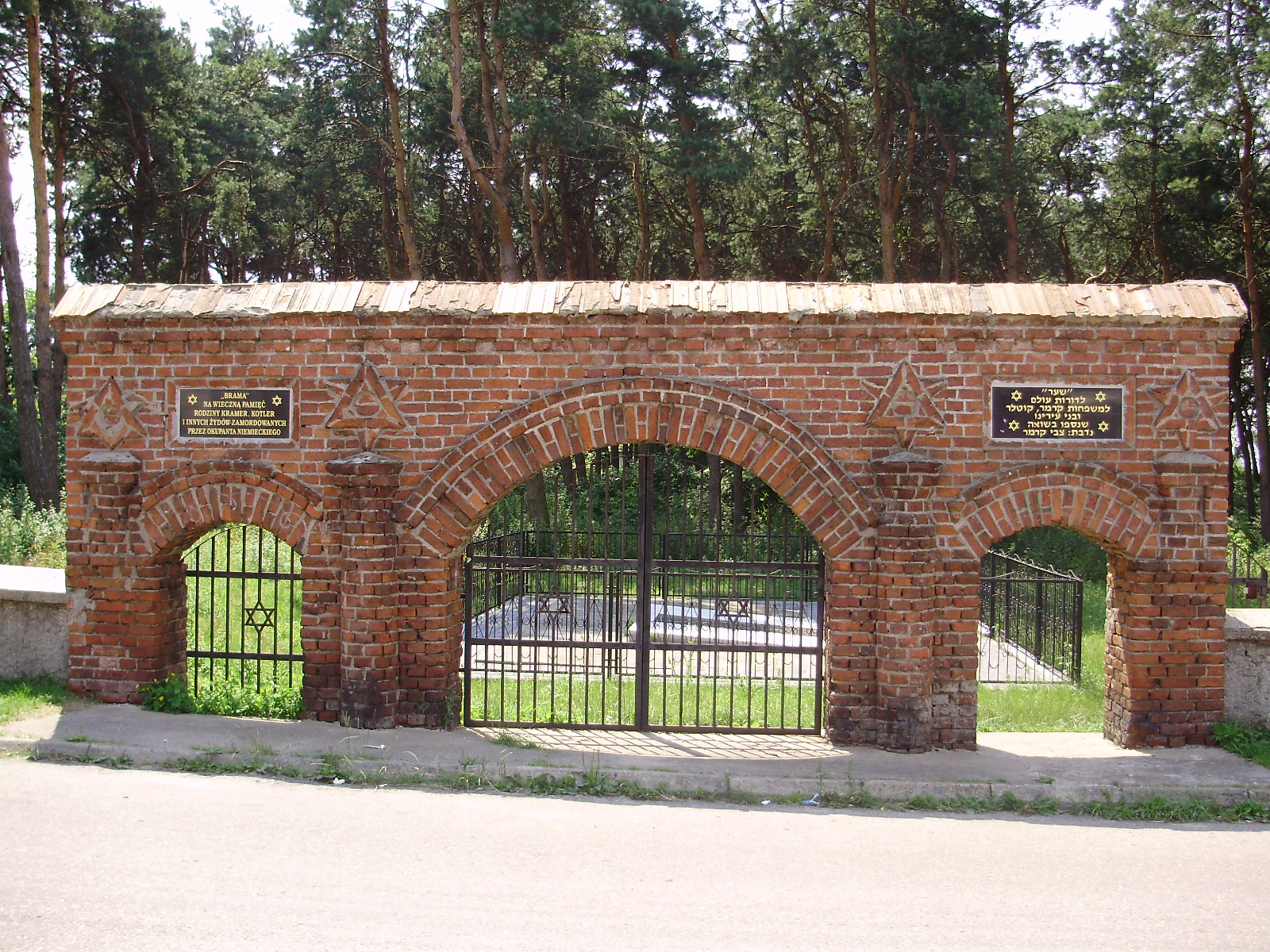
Cemitério judaico do século XVIII

## Demografia
Conforme os dados do Escritório Central de Estatística da Polônia (GUS) de 31 de dezembro de 2024, Siemiatycze é uma cidade pequena com uma população de 13 340 habitantes (11.º lugar na voivodia da Podláquia e 314.º na Polônia), tem uma área de 36,3 km² (5.º lugar na voivodia da Podláquia e 138.º lugar na Polônia) e uma densidade populacional de 368 hab./km² (24.º lugar na voivodia da Podláquia e 680.º lugar na Polônia). Nos anos 2002–2024, o número de habitantes diminuiu 13,4%.
Os habitantes de Siemiatycze constituem cerca de 33,01% da população do condado de Siemiatycze, constituindo 1,18% da população da voivodia da Podláquia.
| Descrição                         | Total      | Total    | Mulheres   | Mulheres | Homens     | Homens   |
| --------------------------------- | ---------- | -------- | ---------- | -------- | ---------- | -------- |
| unidade                           | habitantes | %        | habitantes | %        | habitantes | %        |
| população                         | 13 340     | 100      | 7 042      | 52,8     | 6 298      | 47,2     |
| superfície                        | 36,3 km²   | 36,3 km² | 36,3 km²   | 36,3 km² | 36,3 km²   | 36,3 km² |
| densidade populacional (hab./km²) | 368        | 368      | 194,3      | 194,3    | 173,7      | 173,7    |

Conforme o censo de 30 de setembro de 1921, havia 5 694 pessoas em 766 casas em 371,7, 1 889 poloneses, 281 bielorrussos, 3 489 judeus, 26 russos, 9 lituanos. 1 459 pessoas eram católicas, 509 ortodoxas, 6 evangélicas, 8 declaradas greco-católicas, 3 718 — judeus.

## Clima
Geralmente, Siemiatycze é moderadamente fria. Existe uma pluviosidade significativa ao longo do ano. Mesmo nos meses mais secos há muita precipitação. Este clima é “Dfb” conforme a classificação climática de Köppen-Geiger. A temperatura média nesta área é de 8,5 °C. Durante o ano, a precipitação média é de 695 mm.
Siemiatycze está localizada no hemisfério norte. Os dias amenos de verão começam no final de junho e terminam em setembro.
| Dados climatológicos para Siemiatycze | Dados climatológicos para Siemiatycze | Dados climatológicos para Siemiatycze | Dados climatológicos para Siemiatycze | Dados climatológicos para Siemiatycze | Dados climatológicos para Siemiatycze | Dados climatológicos para Siemiatycze | Dados climatológicos para Siemiatycze | Dados climatológicos para Siemiatycze | Dados climatológicos para Siemiatycze | Dados climatológicos para Siemiatycze | Dados climatológicos para Siemiatycze | Dados climatológicos para Siemiatycze | Dados climatológicos para Siemiatycze |
| Mês                                   | Jan                                   | Fev                                   | Mar                                   | Abr                                   | Mai                                   | Jun                                   | Jul                                   | Ago                                   | Set                                   | Out                                   | Nov                                   | Dez                                   | Ano                                   |
| ------------------------------------- | ------------------------------------- | ------------------------------------- | ------------------------------------- | ------------------------------------- | ------------------------------------- | ------------------------------------- | ------------------------------------- | ------------------------------------- | ------------------------------------- | ------------------------------------- | ------------------------------------- | ------------------------------------- | ------------------------------------- |
| Temperatura máxima média (°C)         | −0,9                                  | 0,7                                   | 6,1                                   | 13,3                                  | 18,6                                  | 21,8                                  | 24,1                                  | 23,5                                  | 18,1                                  | 11,7                                  | 6,1                                   | 1,4                                   | 12,0                                  |
| Temperatura média (°C)                | −3,1                                  | −2,0                                  | 2,2                                   | 8,6                                   | 14,1                                  | 17,5                                  | 19,8                                  | 19,0                                  | 14,0                                  | 8,4                                   | 3,9                                   | −0,5                                  | 8,5                                   |
| Temperatura mínima média (°C)         | −5,6                                  | −4,9                                  | −1,9                                  | 3,4                                   | 8,7                                   | 12,3                                  | 14,9                                  | 14,2                                  | 9,9                                   | 5,3                                   | 1,7                                   | −2,6                                  | 4,6                                   |
| Precipitação (mm)                     | 47                                    | 42                                    | 47                                    | 51                                    | 69                                    | 76                                    | 85                                    | 69                                    | 64                                    | 49                                    | 47                                    | 49                                    | 695                                   |
| Dias com precipitação                 | 9                                     | 7                                     | 8                                     | 8                                     | 9                                     | 8                                     | 10                                    | 8                                     | 7                                     | 7                                     | 8                                     | 8                                     | 97                                    |
| Umidade relativa (%)                  | 85                                    | 83                                    | 76                                    | 68                                    | 66                                    | 66                                    | 68                                    | 67                                    | 73                                    | 79                                    | 86                                    | 85                                    | 75,2                                  |
| Fonte: 2023-07-08                     |                                       |                                       |                                       |                                       |                                       |                                       |                                       |                                       |                                       |                                       |                                       |                                       |                                       |

## Economia
Centro industrial e de serviços; indústrias alimentícias, de materiais de construção e moveleira. Artesanato de arte popular. As maiores fábricas de produção incluem: o fabricante de máquinas agrícolas, municipais e de reciclagem, Pronar, a fábrica de laticínios Polser, propriedade da empresa Lactalis, e as fábricas de sucos e alimentos congelados Oerlemans e OK, criadas com base no antigo ZPOW “Hortex”.

## Educação

### Escolas primárias
- Escola primária n.º 1 Księżnej Anny z Sapiehów Jabłonowskiej, rua Ogrodowa 2
- Escola primária n.º 3 Jana Pawła II, rua Andersa 4[28]

### Escolas secundárias

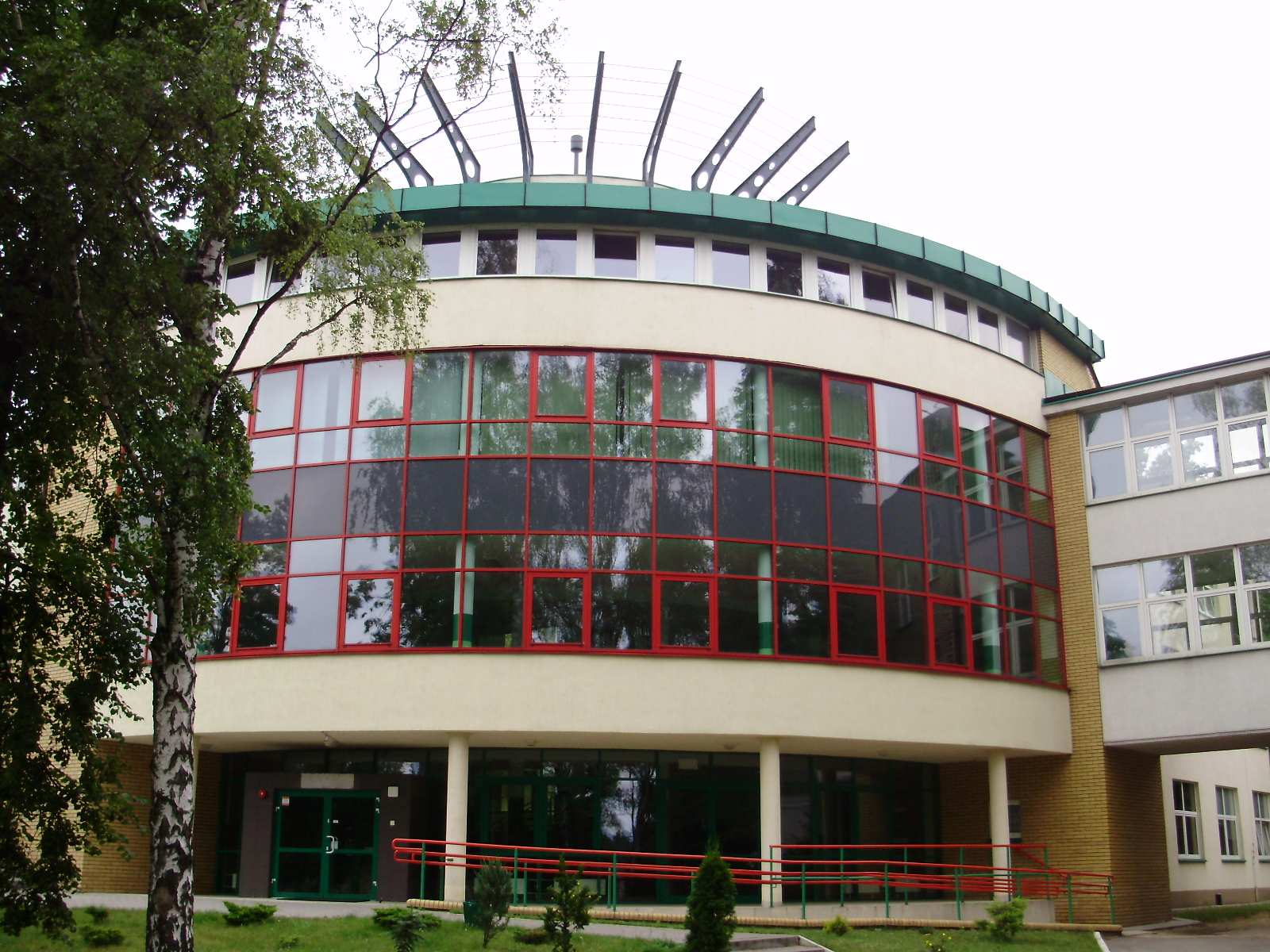
Escola Secundária Comissão Nacional de Educação

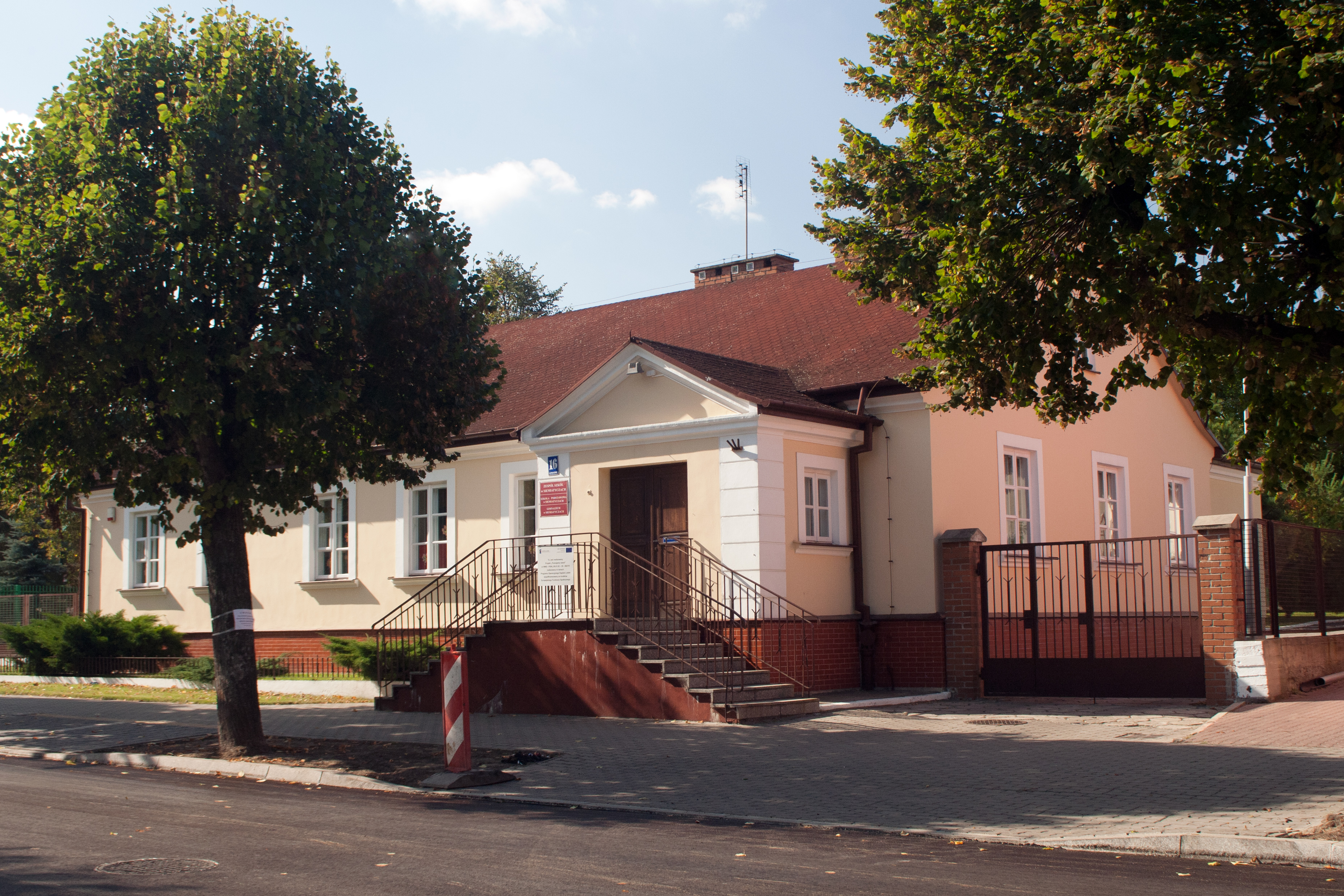
Complexo Escolar em Siemiatycze

- Complexo Escolar, rua Tadeusz Kościuszko[29]
  - Escola Secundária KEN,
  - Escola industrial de Primeiro Grau
  - Escola profissionalizante básica
- Escola Secundária para Adultos ZDZ em Białystok, rua Pałacowa 24
- Escola industrial de Primeiro Grau, rua Pałacowa 10[30]
- Escola Pós-Secundária de Proteção “VIP”, rua Tadeusz Kościuszko 43

### Faculdades
- Escola de Ensino Superior Nadbużańska, rua Tadeusz Kościuszko 43

### Escolas de música
- Escola de Música 1.º Grau Wojciech Kilar, rua Legionów Piłsudskiego 1

### Escolas especiais
- Complexo Escolar Especial, rua Tadeusz Kościuszko 46
  - Escola Primária Especial
    - Escola Primária Especial, filial em Baciki Średnie

  - Escola de Treinamento

## Transportes

### Transporte rodoviário
As seguintes estradas nacionais e provinciais se cruzam na cidade:
- Estrada nacional n.º 19 — Kuźnica Białostocka → Białystok → Siemiatycze → Lublin → Rzeszów → Barwinek
- Estrada nacional n.º 62 — Strzelno → Włocławek → Płock → Wyszków → Węgrów → Siemiatycze
- Estrada provincial n.º 690 — Czyżew → Ciechanowiec → Siemiatycze
- Estrada provincial n.º 693 — Siemiatycze → Kleszczele

### Transporte de ônibus

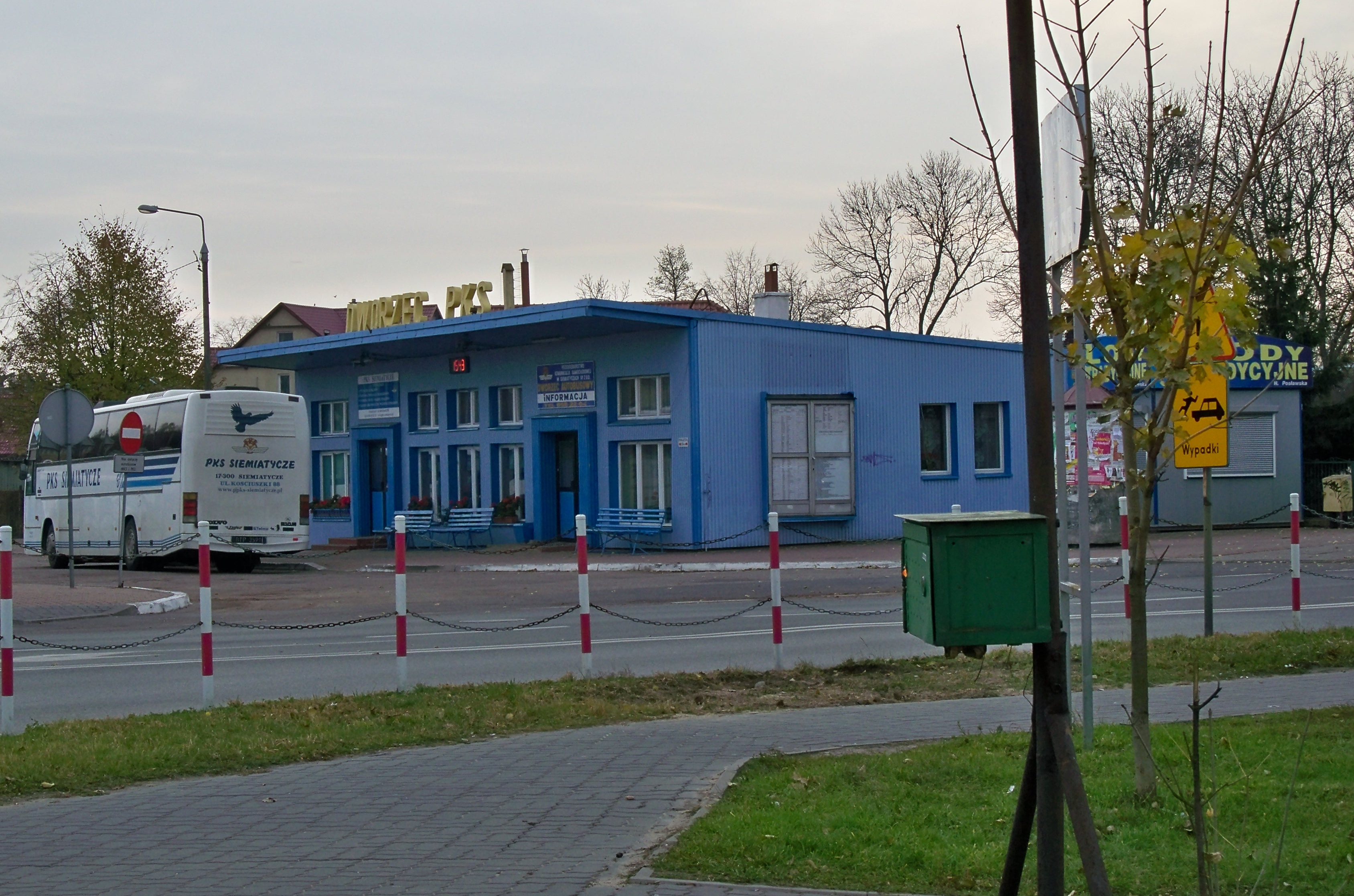
Estação de ônibus não mais existente na rua Grodzieńska

A partir de janeiro de 2017, o transporte de ônibus é fornecido pela PKS NOVA Sp. z o.o., fundada assumindo o PKS existente em Suwałki, Łomża e Siemiatycze. Possui linhas de longa distância para Białystok e Varsóvia e uma pequena rede de conexões locais. Desde a liquidação da PKS Siemiatycze e a fundação da PKS Nova, o transporte público na cidade está em declínio. A empresa liquidou, entre outras, a linha Białystok-Rzeszów, como resultado da qual os habitantes perderam sua única conexão com Rzeszów e uma das poucas conexões públicas com Lublin. O ônibus Suwałki-Cracóvia também parou de passar por Siemiatycze. Em novembro de 2017, o ônibus de longa distância na rota Siemiatycze-Gdańsk deixou de circular. Após a inclusão do Siemiatycze PKS nas estruturas da PKS Nova, os cursos internacionais para Bruxelas, onde vivem muitas pessoas de Siemiatycze, deixaram de acontecer. Em 7 de junho de 2017, a empresa também vendeu a rodoviária existente, deixando apenas duas estações de embarque de ônibus.
Desde 2017, a cidade tem dois chamados “pontos de ônibus verdes” — dois abrigos feitos de painéis de madeira e jardineiras, cobertas de arbustos, hera verde e flores. Durante a noite, os pontos de ônibus são iluminados por luzes LED.

### Transporte ferroviário

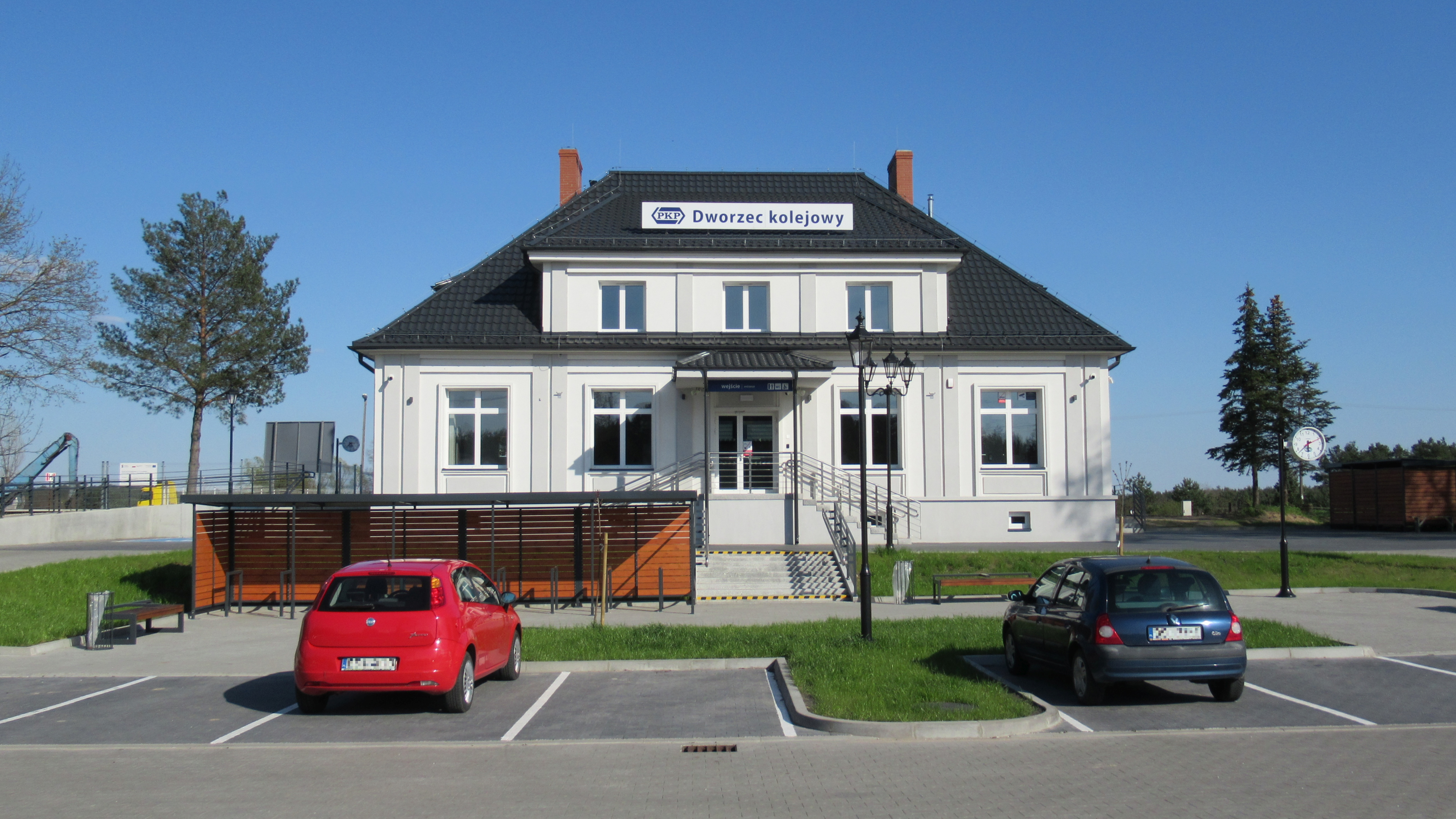
Estação ferroviária de Siemiatycze na aldeia de Siemiatycze-Stacja (2021)

A linha férrea não eletrificada n.º 31 Siedlce — Siemianówka percorre 6 km da cidade. Há um assentamento chamado Siemiatycze-Stacja. Da estação de Siemiatycze pode-se ir diretamente para Siedlce, Czeremcha e Hajnówka por trem de passageiros e por trem rápido para Varsóvia, que funciona como trens de passageiros na seção Siedlce — Hajnówka. Devido à falta de rentabilidade das conexões, seu número está diminuindo gradualmente ou estão sendo substituídos pela Comunicação Ferroviária de Ônibus fornecida pela PPKS Siemiatycze a pedido das Ferrovias da Mazóvia. Atualmente, 4 trens saem da estação diariamente em ambos os sentidos. Para reduzir custos, as ligações regionais nesta linha são servidas por trens ferroviários SA108-007 e SA105-103, adquiridos com os fundos do governo local, da voivodia da Podláquia e da União Europeia ao abrigo do Programa Operacional Integrado de Desenvolvimento Regional.

### Transporte público
O serviço de transporte público em Siemiatycze é fornecido pela PKS Nova. Existem 3 linhas de ônibus em Siemiatycze:
- 1 ao longo das ruas Armii Krajowej — Kościuszki — Grodzieńską — praça Jana Pawła II — Ciechanowiecką (retorno à praça Jana Pawła II pelas ruas: Głowackiego — 3 Maja)
- 2 ao longo das ruas Armii Krajowej — Kościuszki — Żwirki i Wigury — 11 Listopada — Legionów Piłsudskiego — Ogrodową — Drohiczyńską — praça Jana Pawła II — Grodzieńską — Wysoką — Andersa — Górną — Kasztanową — Słowiczyńską
- 3 ao longo das ruas 11 Listopada — Legionów Piłsudskiego — Ogrodowa — Drohiczyńską — praça Jana Pawła II — Grodzieńską — Wysoką — Andersa — Górną — Kasztanową — Słowiczyńską

## Esportes
Desde 27 de junho de 1991, a Sociedade Esportiva atua na cidade. A associação fundada por professores de educação física organizava eventos recreativos e desportivos. No início da década de 1990, a associação assumiu a propriedade e as tarefas do Centro Distrital de Esportes e Recreação. Naquela época, eram organizados ginásios, triatlo, corrida da Independência, aulas de aeróbica e kickboxing e seções de handebol. Em 1993, a prefeitura rescindiu o contrato com a Sociedade Desportiva, e desde então os subsídios do prefeito da cidade vêm diminuindo sistematicamente, o que resultou na deterioração da oferta recreativa e esportiva. A organização focou-se na promoção do handebol, onde alcançou inúmeros sucessos.
Em 27 de janeiro de 1999, por decisão da Câmara Municipal de Siemiatycze, foi criado o Centro Municipal de Esportes e Recreação (MOSiR). O centro é responsável pela organização de eventos esportivos e pela manutenção das instalações da cidade. Em 2020, sob o seu patrocínio, existem 2 lagoas de água, mais de 60 hectares de áreas verdes e instalações desportivas como a piscina “Wodne Tarasy”, skatepark, estádio de futebol, sala de desportos e entretenimento, percursos de corrida, ou o Complexo de campos esportivos ORLIK. Todos os anos, muitos eventos esportivos são organizados.

## Comunidades religiosas
As seguintes associações religiosas realizam atividades na cidade:
- Igreja Ortodoxa Polonesa:

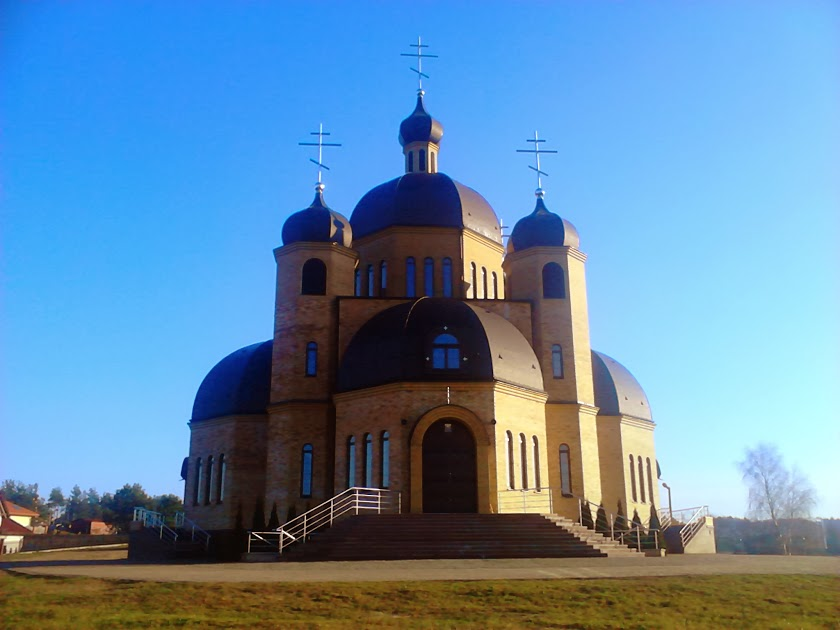
Igreja ortodoxa da Ressurreição de Cristo

- - Paróquia de São Pedro e São Paulo
  - Paróquia da Ressurreição do Senhor
- Igreja de Cristo[38]
  - Igreja de Cristo em Siemiatycze
- Igreja Católica de Rito Latino:
  - Paróquia da Assunção da Bem-Aventurada Virgem Maria
  - Paróquia de Santo André Bobola
- Testemunhas de Jeová:
  - Igreja em Siemiatycze-Leste
  - Igreja Siemiatycze-Oeste (Salão do Reino, rua Kasztanowa 33)